# Chancel Massa
Chancel Massa Mohikola (Brazzaville, 25 maggio 1987) è un calciatore congolese (Repubblica del Congo), portiere dei Léopards.

## Carriera

### Club
Ha sempre giocato nel campionato congolese.

### Nazionale
Ha esordito in Nazionale nel 2006.

## Palmarès

### Club

#### Competizioni nazionali
- Coppa del Congo: 1

Léopards: 2011